# Gonatopus boivinii
Gonatopus boivinii är en kallaväxtart som först beskrevs av Joseph Decaisne, och fick sitt nu gällande namn av Adolf Engler. Gonatopus boivinii ingår i släktet Gonatopus och familjen kallaväxter. Inga underarter finns listade.

## Bildgalleri

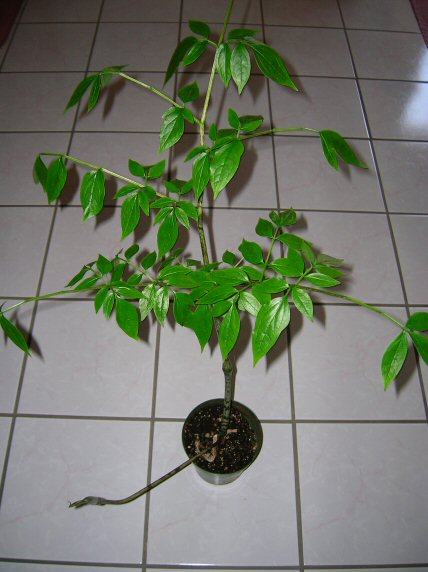